# Marie Howe
Marie Howe (Rochester, Nueva York, 1950) es una poeta estadounidense. Su colección de poesía más reciente es Magdalene (W.W. Norton, 2017). En agosto de 2012 fue nombrada Poeta Estatal de Nueva York.

## Biografía
Howe es la mayor de nueve hermanos. Asistió a la Escuela del Convento del Sagrado Corazón y obtuvo su licenciatura en la Universidad de Windsor, Canadá. Trabajó brevemente como reportera de un periódico en Rochester y como profesora de inglés en una escuela secundaria en Massachusetts. Howe no dedicó mucha atención a escribir poesía hasta que cumplió treinta años. A sugerencia de un instructor en un taller de escritura, Howe solicitó y fue aceptada en la Universidad de Columbia, donde estudió con Stanley Kunitz y recibió su máster en Bellas artes en 1983.
Ha enseñado escritura en la Universidad Tufts y en el Warren Wilson College. Actualmente es profesora de escritura en las universidades de Columbia, Sarah Lawrence College y la de Nueva York.
Su primer libro, The Good Thief, fue seleccionado por Margaret Atwood como ganador del Concurso Abierto de 1987 de la National Poetry Series. En 1998, publicó su libro de poemas más conocido, What the Living Do; el poema lo escribió en memoria y recuerdo de su hermano John, que murió de una enfermedad relacionada con el VIH/sida en 1989.  «La vida y la muerte de John cambiaron mi estética por completo», dijo. En 1995, Howe coeditó, junto con Michael Klein, una colección de ensayos, cartas e historias titulada In the Company of My Solitude: American Writing from the AIDS Pandemic.
Sus poemas han aparecido en revistas literarias como The New Yorker, The Atlantic, Poetry, Agni, Ploughshares y Harvard Review. Entre sus premios se encuentran el National Endowment for the Arts y dos becas Guggenheim. En enero de 2018, Howe fue elegida Canciller de la Academia de Poetas Americanos.